# Lophozia harpanthoides
Lophozia harpanthoides là một loài Rêu trong họ Jungermanniaceae. Loài này được Bryhn & Kaal. mô tả khoa học đầu tiên năm 1906.